# Блек пантерси Тонон
Блек пантерси Тонон (енгл. Thonon Black Panthers) су клуб америчког фудбала из места Тонон-ле-Бен у Француској. Основани су 1987. године и своје утакмице играју на стадиону Жозеф Мојна. Такмиче се тренутно у Првој лиги Француске, највишем рангу такмичења у тој земљи и у међународној Лиги шампиона - Група Југ.